# 饒鳳璜
饒鳳璜（1876年8月21日—1953年10月29日），字聘卿。湖北省恩施縣人，中醫師。少年時期，隨父饒應祺在新疆讀書學醫，十七歲進學，慶應大學政法科肄業，二十七歲中光緖二十八年壬寅補行庚子辛丑恩正併科鄉試舉人。一九二七年在京開業。第四届国民参政会参政员，民國37年（1948年）在湖北省第六選當選第一屆立法委員。其女生知前世。

## 生平[4]
- 光緒34年10月5日，借署承宣廳僉事分省補用道補授承宣廳僉事試署交涉司僉事[5]
- 民國2年1月23日，任湖北荊宜施鶴觀察使[6]
- 民國3年2月27日，才堪用致用人地不宜應請免去湖北鄂西觀察使[7]
- 民國3年11月17日，政事堂銓敘局簡任職存記[8]
- 民國3年12月24日，政事堂簡任職存記[9]
- 民國4年2月5日，授上大夫[10]
- 民國4年10月29日，給予四等嘉禾章[11]
- 民國6年12月10日，派內務部秘書處辦事[12]
- 民國8年12月5日，任國務院銓敘局參事[13]
- 民國4年10月29日，給予三等嘉禾章[14]
- 民國11年1月1日，任調任法制局參事[15]
- 民國14年2月27日，任湖北政務廳廳長[16]
- 民國14年8月29日，免湖北政務廳廳長，另有任用[17]
- 民國25年8月3日，任振務委員會秘書[18]